# 崔文洵
崔文洵（韓語：최문순，1956年2月4日—），是大韓民國的政治人物，第36-38任江原道知事。

## 生平
崔文洵中學就讀春川中學校與春川高等學校，後進入江原大學成為英語教育學士，亦曾在文化廣播社會新聞中心擔任記者，2011年參加江原道知事補選勝出而晉身政壇。
2014年6月4日，崔文洵在大韓民國第六屆廣域地方自治團體長選舉中以381,338票擊敗名兩候選人崔興集與李承宰（韓語：이승재）連任江原道知事。
崔文洵在2018年大韓民國地方選舉中以64.7%的得票率第二度連任江原道知事一職。